# العلاقات التوغوية الكوبية
العلاقات التوغولية الكوبية هي العلاقات الثنائية التي تجمع بين توغو وكوبا.

## مقارنة بين البلدين
هذه مقارنة عامة ومرجعية للدولتين:
| وجه المقارنة                                              | توغو            | كوبا                              |
| --------------------------------------------------------- | --------------- | --------------------------------- |
| المساحة (كم2)                                             | 56.78 ألف       | 109.88 ألف                        |
| عدد السكان (نسمة)                                         | 7.80 مليون      | 11.48 مليون                       |
| الكثافة السكانية (ن./كم²)                                 | 137.37          | 104.48                            |
| العاصمة                                                   | لومي            | هافانا                            |
| اللغة الرسمية                                             | لغة فرنسية      | اللغة الإسبانية                   |
| العملة                                                    | فرنك غرب أفريقي | بيزو كوبي، بيزو كوبي قابل للتحويل |
| الناتج المحلي الإجمالي (بليون دولار)                      | 4.81 مليار      | 87.13 مليار                       |
| الناتج المحلي الإجمالي (تعادل القوة الشرائية) بليون دولار | 10.67 مليار     |                                   |
| الناتج المحلي الإجمالي الاسمي للفرد دولار أمريكي          | 559             |                                   |
| الناتج المحلي الإجمالي للفرد دولار أمريكي                 | 1.43 ألف        |                                   |
| مؤشر التنمية البشرية                                      | 0.484           | 0.769                             |
| رمز المكالمات الدولي                                      | +228            | +53                               |
| رمز الإنترنت                                              | .tg             | .cu                               |
| المنطقة الزمنية                                           | 00              | 00                                |

## منظمات دولية مشتركة
يشترك البلدان في عضوية مجموعة من المنظمات الدولية، منها:
| علم المنظمة | اسم المنظمة                                 | تاريخ انضمام توغو | تاريخ انضمام كوبا |
| ----------- | ------------------------------------------- | ----------------- | ----------------- |
|             | يونسكو                                      | 17 نوفمبر 1960    | 29 أغسطس 1947     |
|             | منظمة حظر الأسلحة الكيميائية                | ?                 | ?                 |
|             | منظمة التجارة العالمية                      | ?                 | ?                 |
|             | الاتحاد البريدي العالمي                     | ?                 | ?                 |
|             | منظمة الشرطة الجنائية الدولية               | ?                 | ?                 |
|             | الأمم المتحدة                               | 20 سبتمبر 1960    | 24 أكتوبر 1945    |
|             | الاتحاد الدولي للاتصالات                    | 14 سبتمبر 1961    | 16 يناير 1918     |
|             | مجموعة دول أفريقيا والكاريبي والمحيط الهادئ | ?                 | ?                 |

## وصلات خارجية
- موقع وزارة الخارجية الكوبية